# Karolina Jaroszewska
Karolina Jaroszewska (Jaroszewska-Rajewska) (ur. 3 marca 1976 w Poznaniu) – polska wiolonczelistka, córka dyrygentki Agnieszki Duczmal oraz kontrabasisty Józefa Jaroszewskiego.

## Życiorys
W latach 1989–1995 uczęszczała do Państwowego Liceum Muzycznego w Poznaniu. W wieku 19 lat uzyskała dyplom z wyróżnieniem w klasie prof. Stanisława Pokorskiego w Akademii Muzycznej w Poznaniu.
Jej nauczycielami byli m.in. Jürgen-Friedrich Sellheim, Igor Czilipik, Stanisław Firlej i Mischa Maisky. W 1994 roku uczestniczyła w kursie muzycznym Aspen Music Festival and School w Aspen, Colorado (USA), a w 1999 w kursie wiolonczelowym im. Gregora Piatigorskiego w Los Angeles. W latach 1995–2001 studiowała pod kierunkiem Zary Nelsovej w Juilliard School w Nowym Jorku, które ukończyła z dyplomami Bachelor i Master of Music.
Była stypendystką Rosa L. Parks Scholarship Foundation, Krajowego Funduszu na Rzecz Dzieci, Fundacji „Dla Talentu” Ewy Czeszejko-Sochackiej, Korpusu Konsularnego oraz Prezydenta miasta Poznania.

(gra) z pasją, wrażliwością, z nieskazitelną techniką oraz wspaniałym dźwiękiem

### Kariera solowa
Jako solistka zadebiutowała w 1992 roku, w wieku szesnastu lat, koncertem z Filharmonią Poznańską pod dyrekcją Jerzego Swobody. Występowała w Europie i Stanach Zjednoczonych, gdzie zadebiutowała z Savannah Symphony Orchestra w Savannah (Georgia).
Od 2005 roku jest wiolonczelistką (muzykiem-solistą) Orkiestry Symfonicznej Filharmonii Narodowej w Warszawie.
Współpracuje z Orkiestrą Kameralną Polskiego Radia „Amadeus” oraz wieloma innymi orkiestrami symfonicznymi w Polsce. Jako solistka wystąpiła m.in.
- 2004 – z Sinfonią Varsovią pod dyrekcją Wojciecha Michniewskiego udział w prawykonaniu dzieła Krzysztofa Knittla „Pamiętnik Powstania Warszawskiego” w 60. rocznicę Powstania[5]
- 2004 – z Orkiestrą Polskiej Filharmonii Bałtyckiej na Festiwalu „Międzynarodowe Spotkania Chóralne” w Gdańsku[6]
- 2005 – z Orkiestrą Kameralną Polskiego Radia „Amadeus” pod dyrekcją Agnieszki Duczmal na Festiwalu Chopinowskim w Dusznikach-Zdroju z okazji jego 60.j edycji
- 2006 – z Orkiestrą Kameralną Polskiego Radia „Amadeus” pod dyrekcją Agnieszki Duczmal na Festiwal Muzyki Polskiej w Krakowie[7]
- 2013 – z Radomską Orkiestrą Kameralną na Festiwalu Krzysztofa Pendereckiego z okazji 80. urodzin kompozytora[8]
- 2013 – z Orkiestrą Kameralną Polskiego Radia „Amadeus” z okazji jubileuszu 45-lecia Orkiestry oraz 45-lecia pracy artystycznej jej założycielki i dyrektora, Agnieszki Duczmal[9]
- 2014 – z Płocką Orkiestrą Symfoniczną pod dyrekcją Anny Jaroszewskiej-Mróz, podczas Letniego Festiwalu Muzycznego[10]
- 2014 – z Orkiestrą Kameralną Polskiego Radia „Amadeus” pod dyrekcją Agnieszki Duczmal oraz Anny Jaroszewskiej-Mróz i z udziałem mezzosopranistki Małgorzaty Walewskiej, pianisty Martina Palmeri na fortepianie, Mario Stefano Pietrodarchi na bandoneonie oraz Chóru Kameralnego Uniwersytetu im. Adama Mickiewicza w Poznaniu pod dyrekcją Krzysztofa Szydzisza podczas koncertu wielkanocnego „Czas pokuty i radości”[11]
- 2015 – z Orkiestrą Symfoniczną Filharmonii Sudeckiej w Wałbrzychu pod dyrekcją Fabio Loutfi Pereira – Koncert Symfoniczny[12]

Jest członkiem Emanations Quartet, który tworzą Łukasz Kuropaczewski – gitara, Maciej Frąckiewicz – bandoneon, laureat Paszportu Polityki 2012, a także skrzypaczka – Joanna Wronko i wiolonczelistka Karolina Jaroszewska.
Kwartet wystąpił z koncertami na festiwalach m.in.
- 2013 – I Międzynarodowym Festiwalu EMANACJE (80 festiwalowych koncertów uświetniających Jubileusz Osiemdziesiątych Urodzin Krzysztofa Pendereckiego)[13]
- 2014 – Festiwalu Akademia Gitary w Koninie[14] i Czarnkowie[15]
- 2014 – XIV Międzynarodowym Festiwalu „Muzyka w Katedrze” w Kołobrzegu[16]
- 2014 – „Latynoska noc” w ramach Wiosennych Koncertów Gitarowych na Zamku Książąt Pomorskich w Szczecinie[17]

Współpracuje z takimi osobowościami jak m.in. dyrygentka Agnieszka Duczmal, kontrabasista Gary Karr, dyrygent Jerzy Maksymiuk, Philip Greenberg i pianista Krystian Zimerman.
11 listopada 2015 roku wystąpi w duecie z pianistką Julia Samojło w prestiżowej sali koncertowej Carnegie Hall w Nowym Jorku.

## Nagrody i wyróżnienia
- 1992 – Laureatka Ogólnopolskiego Konkursu Wiolonczelistów im. Dezyderiusza Danczowskiego[19]
- 2010 – Medal Młodego Pozytywisty przyznany przez Towarzystwo im. Hipolita Cegielskiego[20]

## Dyskografia
- 2013 – Polska Muzyka Wiolonczelowa, DUX[21]
- 2013 – Agnieszka Duczmal/Amadeus vol. 2 – Tansman, Meyer, Panufnik, Kilar, Polskie Radio[22]
- 2014 – The Spirit of Tango – koncertowa płyta z udziałem Martína Palmeri – fortepian, Mario Stefano Pietrodarchi – bandoneon, Orkiestry Kameralnej Polskiego Radia „Amadeus” i Chóru Kameralnego Uniwersytetu im. Adama Mickiewicza w Poznaniu

## Życie prywatne
Córka dyrygentki Agnieszki Duczmal oraz kontrabasisty Józefa Jaroszewskiego, siostra Jakuba Jaroszewskiego i dyrygentki Anny Jaroszewskiej-Mróz, żona Bartłomieja Rajewskiego. Dzieci: Bogna, Aleksandra i Julek.